# Короткий эхиопсис
Короткий эхиопсис (лат. Echiopsis curta) — вид змей из семейства аспидов, единственный представитель рода эхиопсисы (лат. Echiopsis).

## Описание
Общая длина достигает 40 см. Голова небольшая. Длина теменного щитка почти вдвое больше ширины. Туловище коренастое с гладкой чешуёй, расположенной в 19 рядов. Голова чёрного цвета, туловище имеет оливковую окраску с широкими бурыми или чёрными поперечными полосками. Встречаются также особи равномерного тёмного оливково-бурого цвета без поперечных полос. Задняя часть туловища и верхняя сторона хвоста черноватые. Брюхо бледно-жёлтое.
Это довольно опасная змея, с достаточно мощным ядом.

## Образ жизни
Населяет полупустыни, редкие кустарники, пастбища. Активен ночью, питается мелкими грызунами, земноводными, насекомыми.

## Размножение
Это живородящая змея. Самки в августе рождают до 14 детёнышей, изредка 32.

## Распространение
Является эндемиком Австралии. Обитает в провинциях Новый Южный Уэльс, Южная Австралия, Виктория, Западная Австралия.